# Begoña Villacís
Begoña Villacís Sánchez (Madrid, 4 de noviembre de 1977) es una abogada y política española. Entre 2015 y 2023 fue concejal del Ayuntamiento de Madrid, en cuyo pleno ejerció de portavoz del Grupo Municipal Ciudadanos y desde junio de 2019 fue también vicealcaldesa de Madrid y miembro de la Junta de Gobierno Local de Madrid.
Al no conseguir representación en el pleno municipal en las elecciones del 28 de mayo de 2023, Villacís decidió abandonar la vida política.

## Biografía
Estudió en el colegio concertado de La Salle San Rafael y en el Colegio Covadonga de la FUHEM. En el año 2000 obtuvo la licenciatura en Derecho por la Universidad CEU San Pablo. Dos años después realizó un máster en Asesoría Fiscal y Derecho Tributario en la jesuita Universidad Pontificia Comillas.
Desde junio de 2003 ha sido responsable de las Áreas de Derecho Tributario, Laboral y Mercantil en Legálitas. Durante tres años vivió en Virginia (Estados Unidos).
En calidad de analista de temas de derecho, colaboró de forma habitual en los programas de televisión Amigas y conocidas, El gato al agua, España Directo y La mañana de La 1.

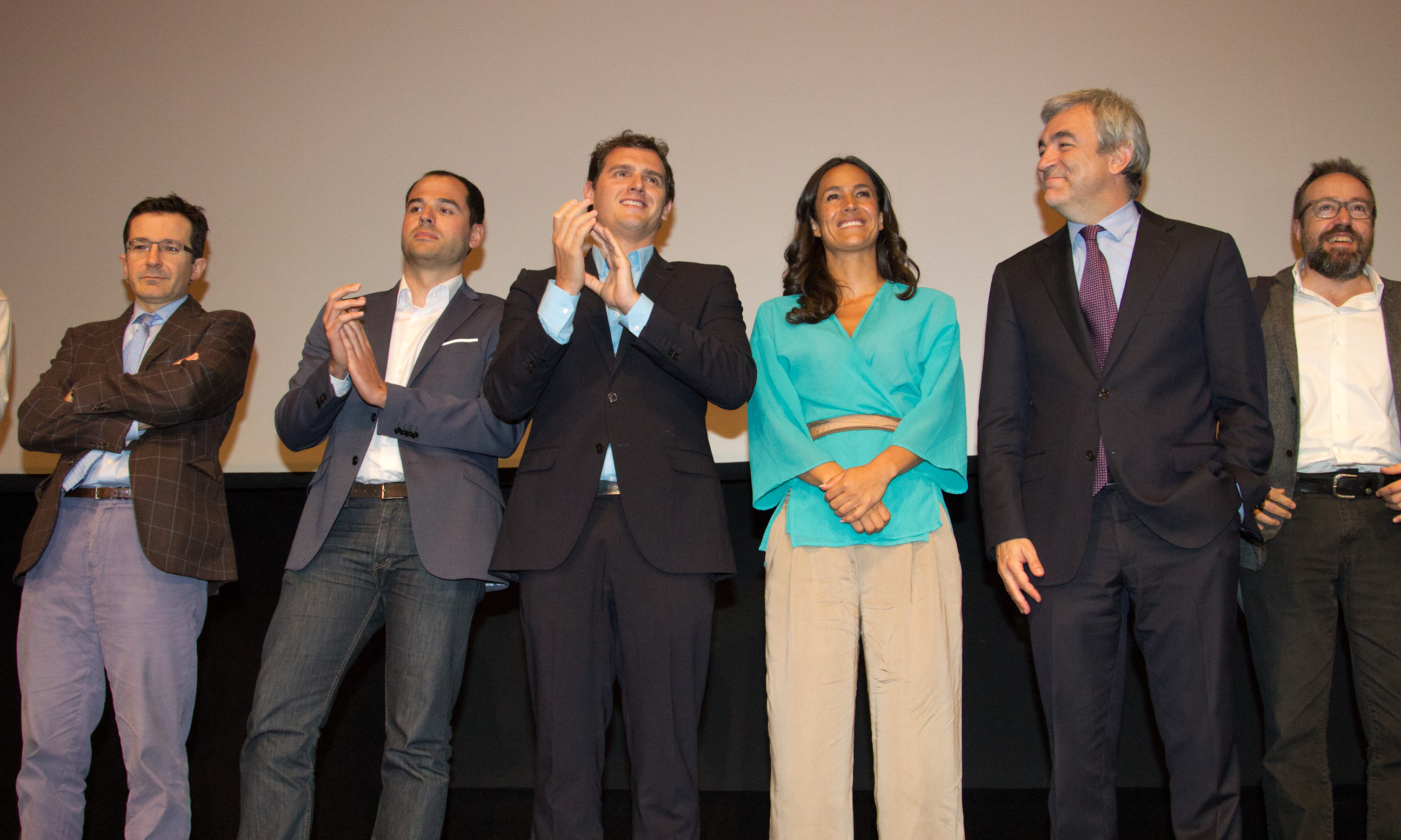
Begoña Villacís con Albert Rivera en un acto de Ciudadanos en abril de 2015

## Trayectoria política
En las tertulias televisivas conoció al presidente del partido Ciudadanos, Albert Rivera. Votante de dicho partido, empezó a colaborar con el mismo en septiembre de 2014, asesorándolo gratuitamente sobre impuestos locales, y se afilió a comienzos de 2015. En febrero de 2015 mantuvo una reunión con Vox, donde el partido le ofreció un puesto en la candidatura para las elecciones a la Asamblea de Madrid de 2015 pero prefirió mantener el compromiso con Ciudadanos. Ese mismo mes se presentó como precandidata en el proceso de primarias de Ciudadanos para seleccionar a su aspirante a la alcaldía de Madrid, reuniendo 234 avales, y se impuso en dichas primarias al otro precandidato, Jaime Trabuchelli, con el 60 % de los apoyos (357 votos frente a 230).
La candidatura del partido para las municipales de mayo de 2015 en Madrid, que Villacís encabezó, obtuvo finalmente 7 concejales. En las elecciones, Villacís no pudo votarse a sí misma, porque entonces residía y estaba empadronada en el municipio de Villanueva del Pardillo. Durante la corporación 2015-2019 del consistorio madrileño ejerce de portavoz del grupo municipal de Ciudadanos en el pleno del Ayuntamiento. 
Hasta su cese en marzo de 2018 fue administradora solidaria de la empresa Iuriscontencia, despacho de abogados asesor legal de la Unión de Policías de Madrid. Este hecho no fue reflejado en sus declaraciones de 2015, 2016 y 2017, como se puede comprobar en el portal de transparencia municipal, y ello a pesar de que como concejal del Ayuntamiento de Madrid, electa en 2015, estaba obligada a declarar tanto sus bienes como sus actividades, entre ellas los cargos mercantiles, según establece el artículo 8.1 h) de la Ley de Transparencia y el 75.7 de la Ley Reguladora de las Bases del Régimen Local (LBRL).
En las elecciones municipales de mayo de 2019 en Madrid la candidatura de Ciudadanos, que encabezó Villacís, obtuvo once concejales (cuatro más que en 2015). Apoyó la investidura del candidato del PP, el alcalde José Luis Martínez-Almeida, con el que formó un gobierno de coalición PP+Cs con el apoyo externo de Vox, ocupando Villacís el cargo de vicealcaldesa. Una de sus primeras iniciativas fue el desarrollo del Bosque Metropolitano.
En las elecciones municipales de mayo de 2023 Villacís volvió a encabezar la lista de Ciudadanos, a pesar de un acercamiento al Partido Popular. Su partido alcanzó el 2,83 % de los votos y perdía todos sus 11 concejales. Villacís no consiguió revalidar su escaño y quedó fuera del Ayuntamiento.

## Vida privada
Está separada y es madre de tres niñas. Posteriormente ha mantenido una relación sentimental con el periodista Rubén Amón.
El 4 de junio de 2024, su hermano Borja murió en su coche de un tiro en Madrid en un ajuste de cuentas con la familia Bargas.